# 京沈客运专线
京沈客运专线是中华人民共和国一条连接北京市与辽宁省沈阳市的高速铁路，是京哈客运专线的一部分，与哈大客运专线构成了沈阳及中国东北地区进关内的第二条快速铁路通道。线路起于沈阳站，经新民、阜新、朝阳、承德进入北京，线路全长696千米，设计时速350公里，全线于2021年1月22日开通运营。

## 概况

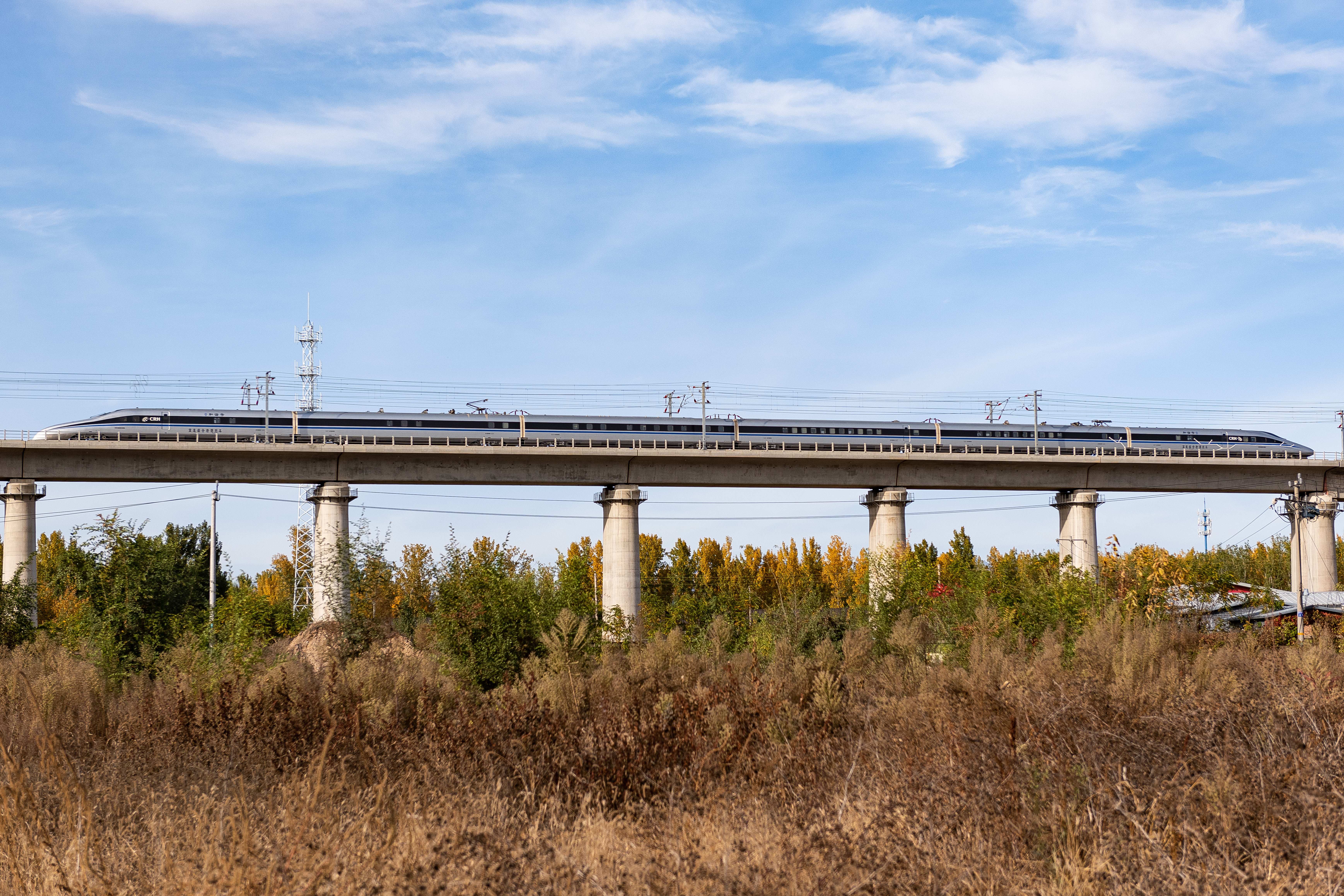
2020年10月27日，参与京哈高速线京承段联调联试的CRH380AM-0204驶经北京市怀柔区杨宋镇北年丰村

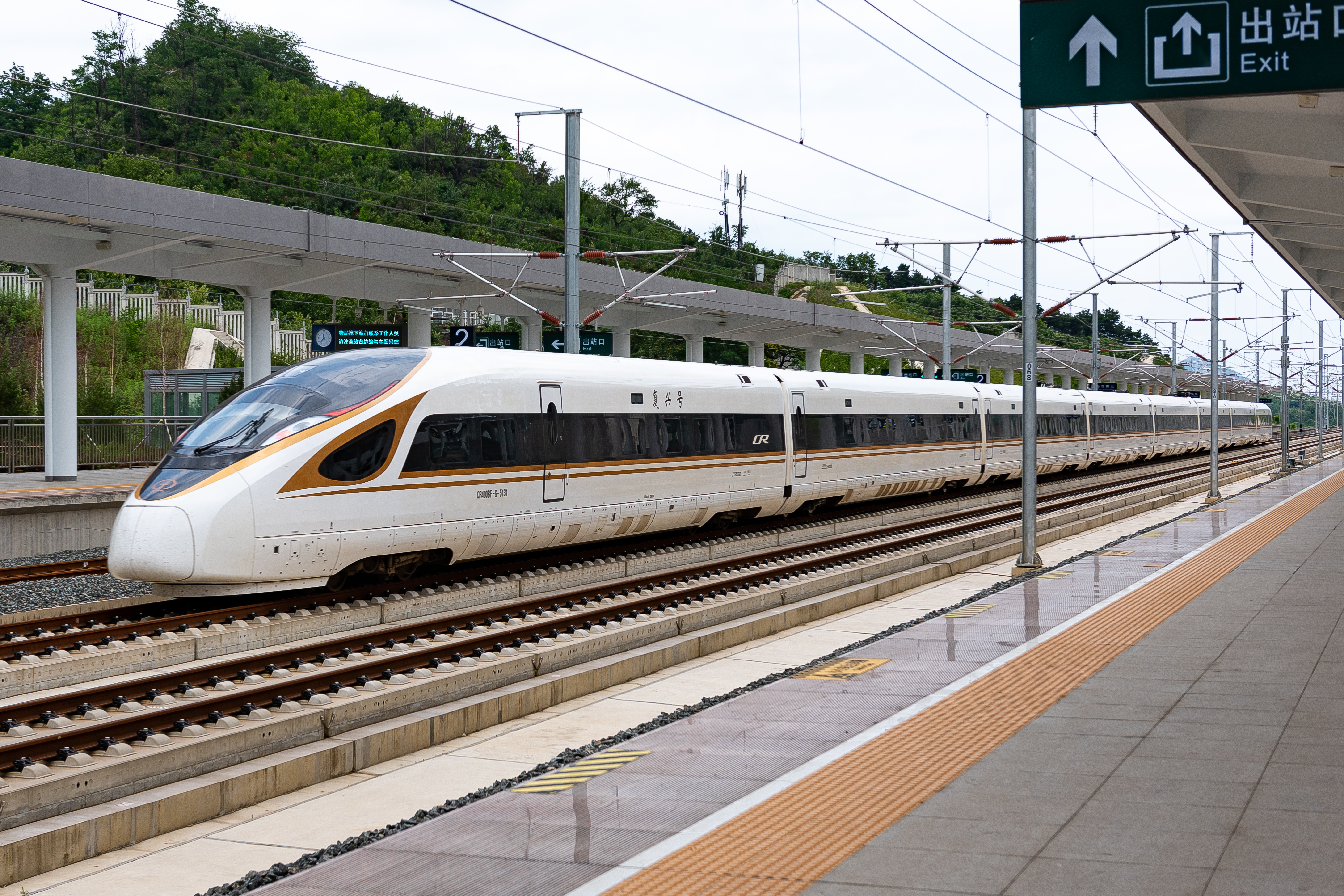
使用CR400BF-G的京沈本线车G975次列车通过兴隆县西站（2021年7月）

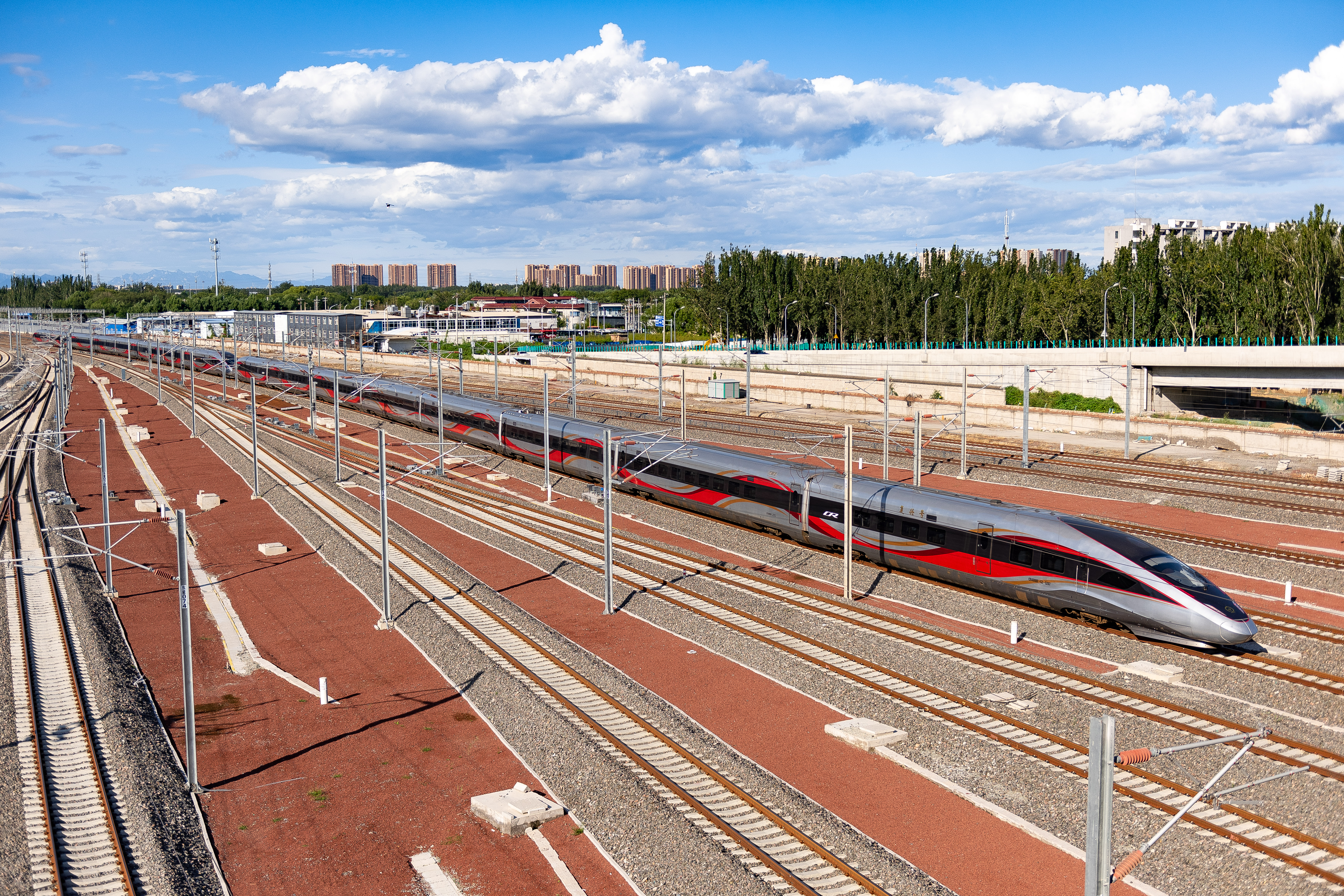
使用CR400BF-GZ的京沈本线车G919次列车驶出北京朝阳站（2021年9月）

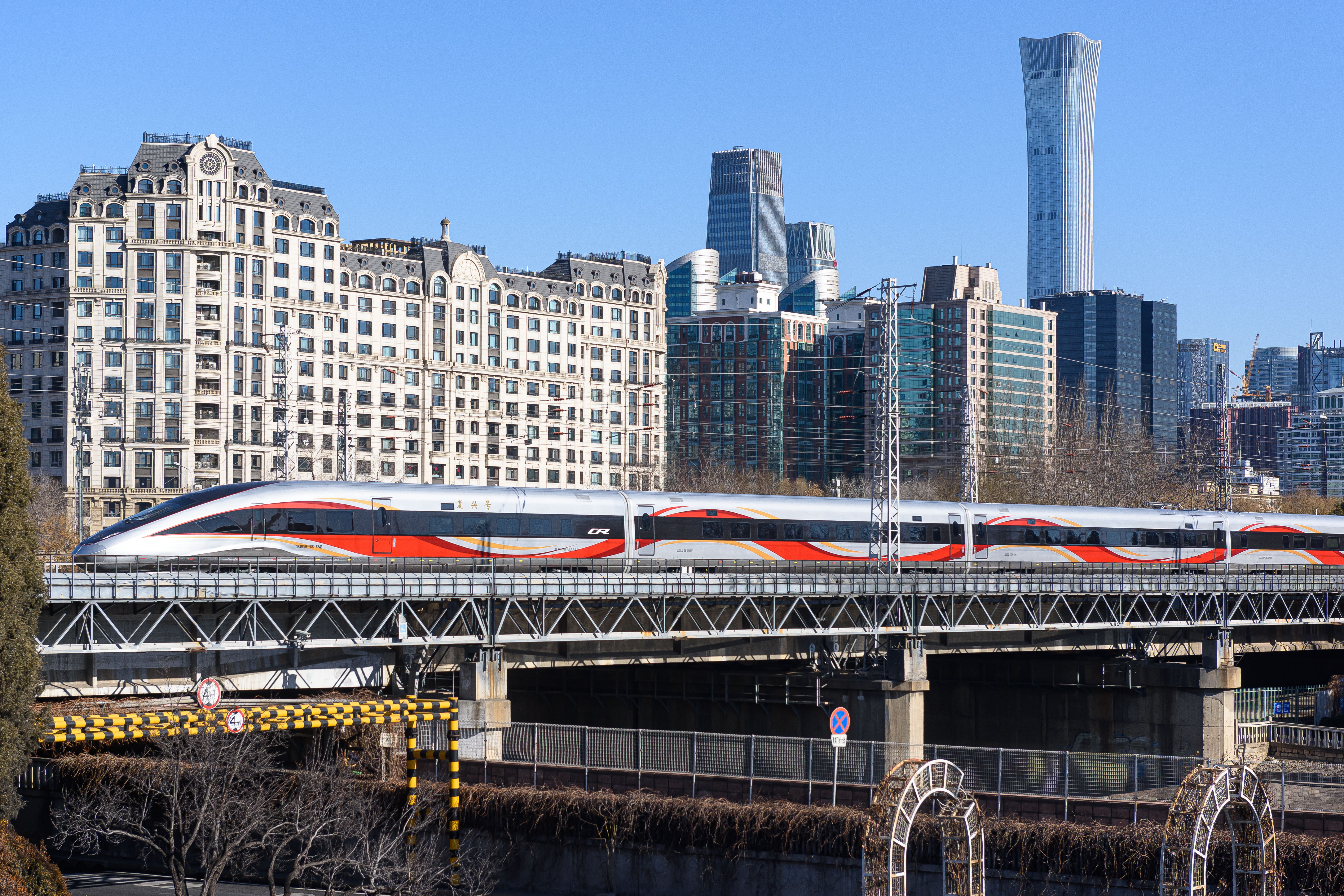
使用CR400BF-GS的京沈本线车G925次列车驶出北京站（2025年1月）

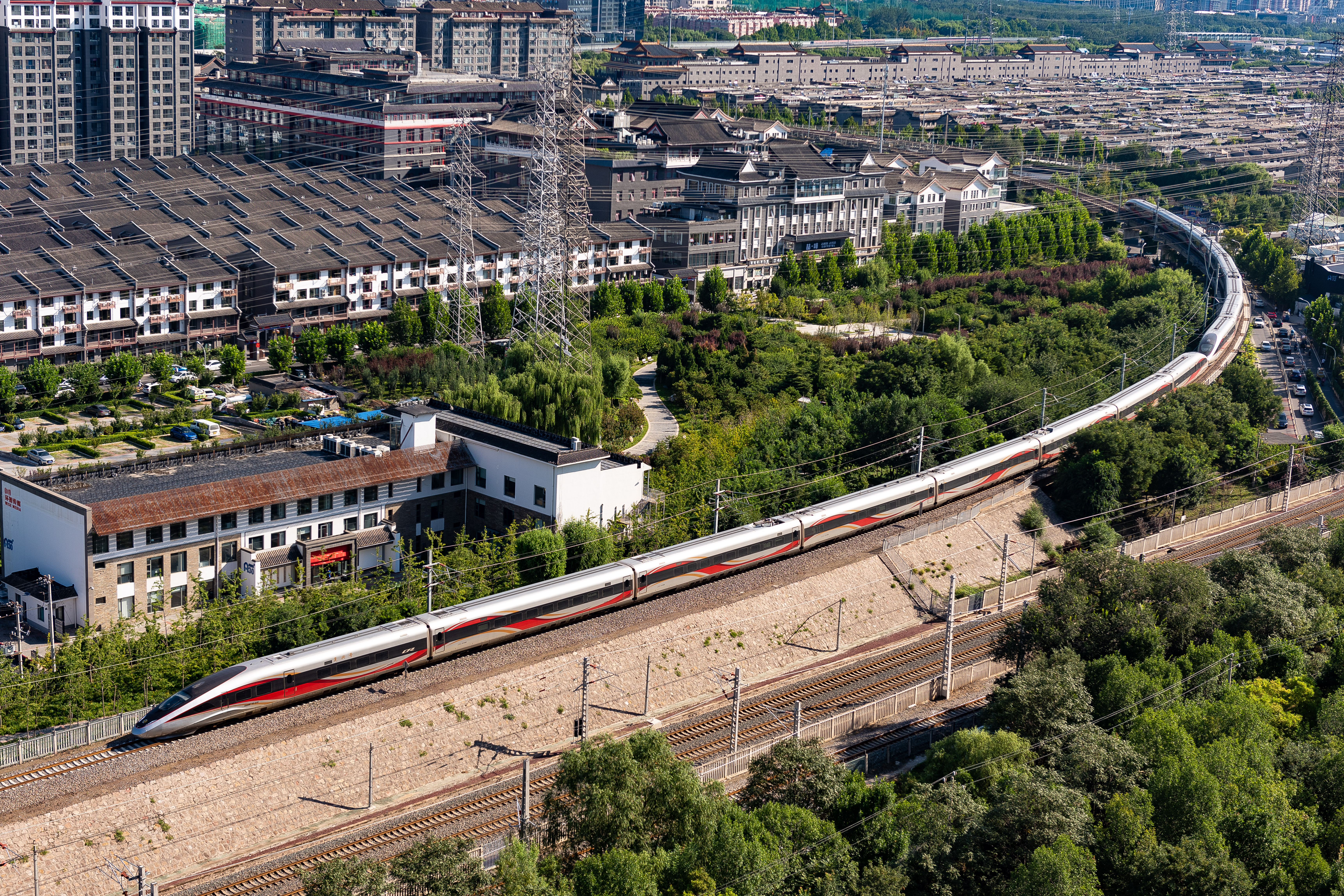
經由京哈高速線京瀋段來往北京站的列車在北京朝陽站以南需途經東星聯絡線和一段既有京哈線

京瀋客运专线位于中国东北地区和华北地区，连接环渤海和东北老工业基地两个经济区域，全线纵贯北京、河北的承德、辽宁的朝阳、阜新、锦州、沈阳三省六市。作为中国“四纵四横”客运专线网的重要组成部分，其前身是承德市提出的京承快速铁路、辽宁省提出的沈朝客运专线，是原铁道部2009年开展的第一个重点踏勘项目。它是国家实施扩大内需战略的重要内容，也是充分考虑把阜新、朝阳、承德等城市从经济发展二线纳入一线的客观需要，与此同时该线路缓解了现有秦沈客运专线的运载力问题和战略压力。
本项目投资估算总额1245亿元，其中工程投资1203亿元，动车组购置费42亿元。其中项目资本金为总投资的50%计622.5亿元，由中国铁路总公司出资365.5亿元，使用铁路建设基金和企业自有资金；北京市、河北省、辽宁省负责境内段征地拆迁工作及费用（计约257亿元），由地方政府采用财政性资金等出资；资本金以外的50%使用银行贷款。
项目业主单位共两个：
- 京沈铁路客运专线辽宁有限责任公司，于2009年8月7日在沈阳成立。承担京沈（辽宁段）、沈丹、盘营三条客运专线建设任务。
- 京沈铁路客运专线京冀有限公司。地址：北京市密云区兴盛南路8号院2号楼106室-76。

## 智能高铁试验
2018年3月份以来，中国铁路总公司在京沈高铁辽宁段全面启动“高速铁路智能关键技术综合试验”，推进中国智能高铁建设，试验一直持续到2018年9月底。这是中国首次进行智能高铁试验，时速350公里“复兴号”长编组动车组，就是试验的主要内容之一。本次试验成果将应用于京张高铁、京雄城际等智能铁路的建设，同时可以使高速铁路运营更加安全高效、绿色环保、便捷舒适。
试验包括时速350公里“复兴号”长编组动车组试验、智能高铁调度集中系统CTC功能试验等27项内容，是对智能高速铁路的列车编组、牵引控制系统、调度指挥系统、通讯信息系统和安全保障系统的一次综合集成试验。

## 车站
全程共设置20座车站，其中北京设4站（北京朝阳（原星火站）、顺义西、怀柔南、密云），承德市设5站（兴隆县西、安匠、承德南、承德县北、平泉北），辽宁设11个车站（牛河梁、喀左、奈林皋、辽宁朝阳、北票、乌兰木图、阜新、黑山北、新民北、沈阳西、沈阳）。

## 歷史

### 规划阶段
2009年2月，国家发改委批复了新建京沈客运专线项目书，当时预计2009年底开始建设，总工期4年，2013年底建成通车。（一说2009年10月30日国家发改委批复了新建京沈客运专线项目书，2010年上半年开始建设，2013年或2014年建成通车）。
2009年3月28日和2010年12月5日，京沈客运专线进行了两次环境影响评价信息公示，第二次环评还公布了线路走向和站点。后因铁道部内部问题，该项目被搁置。
项目被搁置2年后，2012年11月19日，第三次环评信息公示。因计划在北京市区使用原京包铁路旧线路，同年12月9日，有部分居住在北京市朝阳区的居民担心高铁建成后会影响他们的正常生活以及担心自己的房价因此下跌，而举行了在北京罕见的抗议活动，这次抗议得到了北京相关部门的默许，并未像其它类似活动那样受到阻扰，此类抗议活动以及北京政府部门的冷淡态度致使京沈客运专线开工一再延后。
抗议活动过后，2013年初，京沈客专项目建议书重新获得批复，同时开展開工前測評工作。8月5日，有关部门共同公布了京沈客专北京段争议部分最新线路方案：线路起点改为星火站（今北京朝阳站），北京站通过既有京哈铁路和东星联络线相连接。11月14日，第四次环评信息（最终版）对外公示；12月，改线后的可行性研究报告获得国家发改委批复。

### 建设阶段
2014年3月5日，辽宁段控制工程三棱山隧道开工，拉开了京沈客运专线建设的序幕；同月29日，河北段正式开工建设。
2015年4月7日，全线首座隧道马杖子隧道顺利贯通。8月，承沈段进入架梁施工阶段。10月10日，中国首座采用顶推法建设的钢箱拱桥，位于沈阳市境内的蒲河特大桥顺利合龙。12月30日，北京段正式开工。
2016年2月25日，京冀段首根桩柱成功开钻，京沈高铁全面进入建设阶段。7月6日，全线最长特大桥兴隆店特大桥架梁工程全部完成；同月10日，全线唯一一座明挖隧洞扣莫明洞成功贯通。9月17日，辽宁段正式开始铺轨。
2017年1月10日，京沈高铁全线最长隧道，长达13205米的辽西隧道成功贯通。2月16日，全线高风险隧道暨控制性工程之一，位于辽宁省朝阳市和阜新市境内的三棱山隧道成功贯通。3月14日，辽宁段架梁工程全部完成；同月20日，辽宁段39座隧道全部洞通。9月8日，京沈高铁沈阳枢纽改造跨秦沈客运专线工程成功完成；同月28日，辽宁段铺轨完成。11月2日，河北段开始铺轨。
2018年3月1日，京沈高铁沈阳至辽宁朝阳段开始联调联试；同月，河北段铺轨工程全部完成。7月20日，辽宁段剩余部分开始联调联试。8月28日，北京市首座高铁盾构隧道，全长8公里的望京隧道成功贯通。10月20日，辽宁段开始试运行。11月2日，河北段（承德南至平泉北间）进行联调联试。12月，河北段（承德南至平泉北间）开始试运行。
2019年6月28日，京沈高铁星火枢纽拨线改造工程完成。11月12日，星火枢纽扩能改造工程全部完成。次月12日，全长12.243公里的梨花顶隧道贯通，标志着全线隧道全部洞通。
2020年5月30日，京沈高铁始发站星火站（北京朝阳站）主体结构成功封顶。8月26日，京沈高铁未开通段架梁任务全部完成。9月5日，京冀段进入铺轨施工阶段，并于同月25日完成铺轨。10月21日，京冀段开始进行联调联试。12月11日，进入试运行阶段。

### 运营阶段
京沈高铁承沈段于2018年12月29日开通运营，初期开行6对高速动车组列车，主要集中在阜新、朝阳和凌源方向。2019年1月5日列车运行图调整后，全线开行15对列车，主要目的地包括哈尔滨西、长春西、大连北、通辽。
2021年1月22日，全线开通运营，初期开行12对进京高速动车组列车，其中哈尔滨西始发4对，长春西始发2对，沈阳北始发2对，吉林、通辽、赤峰、鞍山西各始发1对。项目开通初期限速300km/h，京沈高速动车组列车自沈阳（北）至北京朝阳站最快运行2小时44分，而先前走行秦沈客运专线的京沈高铁服务最快运行时间为沈阳北至北京南3小时45分，承德、朝阳、赤峰、通辽进京时间得到了大幅縮短。
2021年4月29日，D4367/4368次临时旅客列车成为京沈高铁首班经由东星线前往北京站的载客列车。
2021年6月25日，G902/903、G907/908、G915/916次列车延长至北京站始发终到，由此京沈高铁首次有图定列车在北京站到发，同日，CR400BF-GZ型智能动车组开始在本线运行，担当往返于北京至哈尔滨、沈阳、吉林等地的高速动车组列车。
2022年10月11日，石家庄（邯郸）至承德的直达高铁列车正式开通运营，这是北京地下直径线首次运营高速列车，也是北京铁路枢纽首次开行跨枢纽高速列车，京广高速铁路和本线在北京铁路枢纽正式实现贯通运行。
2024年12月25日，CR400BF-GS技术提升型高寒智能动车组率先于本线投入使用，首个更换的车次为北京局集团开往齐齐哈尔方向的G901/908次列车。随后自2025年1月1日起，沈阳局集团担当的北京至沈阳间G920/925次、G990/995次列车也完成更换。
2025年7月1日起，本线最高运营时速提高到350km/h，京沈间一站直达列车用时缩短到2小时29分钟左右，共开行提质达标大站快车28对。
- 2021年1月22日，沈阳北始发的首班京沈本线车G908次列车抵达北京朝阳站
- 2021年4月29日，北京至沈阳的D4367次临客列车行驶在东星线，途径京沈高速线
- 2021年6月25日，首班G915次京吉列车在北京站1站台等待发车
- 2022年10月11日，承德南至石家庄的首班G7816次列车驶入密云站1站台